# Gas de síntesis

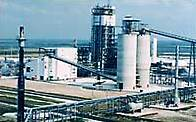
Planta de gasificación de carbón en Tampa, para producir hidrógeno y electricidad.

El gas de síntesis o sintegás (syngas, en inglés) es un combustible gaseoso obtenido a partir de sustancias ricas en carbono (hulla, carbón, coque, nafta, biomasa) sometidas a un proceso químico a alta temperatura. Contiene cantidades variables de monóxido de carbono (CO) e hidrógeno (H2). Se utiliza principalmente para producir amoníaco o metanol. El gas de síntesis es combustible y se puede utilizar como tal. Históricamente, se ha utilizado como reemplazo de la gasolina, cuando el suministro de gasolina ha sido limitado; por ejemplo, el gas de madera se usó para propulsar automóviles en Europa durante la Segunda Guerra Mundial (solo en Alemania se construyeron o reconstruyeron medio millón de automóviles para funcionar con gas de madera).

## Fugas de gas
Los escapes de un gas inflamable fuera de la estructura que lo contiene son peligrosos, pues ese gas podría producir una grave deflagración al entrar en contacto con una llama.

## Métodos de producción de gas de síntesis
La composición química del gas de síntesis varía según las materias primas y los procesos. El gas de síntesis producido por la gasificación del carbón generalmente es una mezcla de 30 a 60 % de monóxido de carbono, 25 a 30 % de hidrógeno, 5 a 15 % de dióxido de carbono y 0 a 5 % de metano. También contiene menor cantidad de otros gases. El gas de síntesis tiene menos de la mitad de la densidad de energía del gas natural.
La primera reacción, entre el coque incandescente y el vapor, es fuertemente endotérmica y produce monóxido de carbono (CO) e hidrógeno H
2 (gas de agua en la terminología más antigua). Cuando el lecho de coque se ha enfriado a una temperatura a la que ya no puede continuar la reacción endotérmica, el vapor se reemplaza por una ráfaga de aire.
Luego tienen lugar la segunda y la tercera reacción, produciendo una reacción exotérmica, que forma inicialmente dióxido de carbono y eleva la temperatura del lecho de coque, seguida de la segunda reacción endotérmica, en la que el coque se convierte en monóxido de carbono. La reacción general es exotérmica y forma "gas productor" (terminología más antigua). Luego se puede volver a reinyectar vapor, luego aire, etc., sucediéndose una serie interminable de ciclos hasta que finalmente se consume el coque. El "gas productor" tiene un valor energético mucho más bajo, en relación con el "gas de agua", debido principalmente a la dilución con el nitrógeno atmosférico. Para evitar esto, se puede sustituir el aire con oxígeno puro, con lo que se para evita la dilución, produciéndose un gas de poder calorífico mucho más alto.
El gas de síntesis o sintegás es un combustible que se fabrica a partir del carbón, del petróleo o de sus derivados por métodos modernos, entre los que destacan distintos de procesos como:
- Reformado de gas natural con vapor de agua.
- Reformado de hidrocarburos líquidos para producir hidrógeno.
- Gasificación del carbón,[7] de la biomasa, y de algunos tipos de residuos en instalaciones de gasificación utilizando oxígeno puro o vapor de agua como agente gasificante.
- Gasificación integrada en ciclo combinado.

Si se utilizan otros métodos de producción, el gas sintético obtenido como producto suele recibir otros nombres:
- Gas de alumbrado o gas de hulla: Se produce por pirólisis, destilación o pirogenación de la hulla[9] en ausencia de aire y a alta temperatura (1200-1300 °C), o bien, por pirólisis del lignito a baja temperatura. En estos casos se obtiene coque (hulla) o semicoque (lignito) como residuo, que se usa como combustible aunque no sirve para la industria del hierro. Este gas fue utilizado como combustible para el alumbrado público (luz de gas) a finales del siglo XIX, hasta mediados del siglo XX. Contiene un 45 % de hidrógeno, 0% de metano, 8 % de monóxido de carbono y otros gases en menor proporción.[cita requerida]

- Gas de coque o gas de coquería: Se obtiene por calentamiento intenso y lento de la hulla (hulla grasa) con una combinación de aire y vapor, a alta temperatura, en las coquerías. Aparte del coque sólido fabricado, de gran interés para la industria siderúrgica y la síntesis de acetileno, se forma un gas que contiene hidrógeno, monóxido de carbono, nitrógeno y dióxido de carbono).[10]

- Gas de agua: Se obtiene haciendo pasar vapor de agua sobre coque a alta temperatura. Su llama es de color azul por lo que también se llama gas azul. Este gas se puede transformar en metanol o alcanos, empleando catalizadores heterogéneos apropiados.[11] Esta reacción es fuertemente endotérmica por lo que requiere temperaturas muy altas.

{\displaystyle {\rm {C\,+\,H_{2}O\longrightarrow CO\,+\,H_{2}}}}

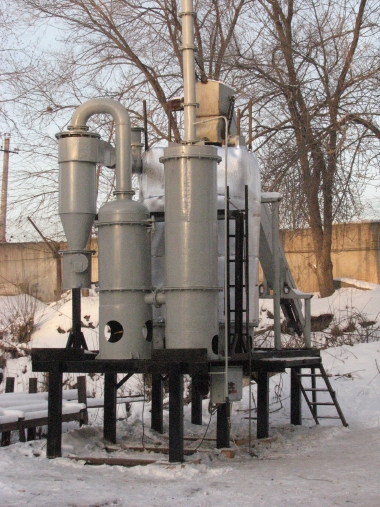
Generador de gas pobre a partir de fuelóleo.

- Gas de gasógeno, gas pobre o gas de aire: Se obtiene haciendo pasar aire atmosférico a través de una capa gruesa de gránulos de carbón o de coque incandescente, aunque también se puede obtener a partir de biomasa. A mayor temperatura, mayor proporción de monóxido de carbono y menor proporción de dióxido de carbono.[12] Tiene escaso poder calorífico, mucho menor que el gas de síntesis y el gas de agua, debido principalmente a la dilución con el nitrógeno atmosférico.

{\displaystyle {\rm {C\,+\,O_{2}\longrightarrow CO_{2}}}}
{\displaystyle {\rm {C\,+\,CO_{2}\longrightarrow 2\,CO}}}
- Gas de agua carburado: Se obtiene mezclando gas de agua con hidrocarburos producidos por craqueo del gasóleo. Posee un poder calorífico más alto que el gas pobre pudiendo llegar a alcanzar los 18 MJ/m3, por lo que, antiguamente se utilizó para enriquecer el gas ciudad.[13]

- Gas ciudad: Se obtiene a partir de la oxidación de petróleo o algún derivado (fuel-oil, nafta) mediante vapor de agua y aire. Se debe eliminar el azufre para evitar la corrosión, y también el monóxido de carbono por su toxicidad. Ha sido reemplazado por el gas natural y los gases licuados del petróleo (GLP, como butano o propano) para todo tipo de fines, pues éste posee un poder calorífico doble. A veces se llama gas ciudad a cualquier gas de síntesis producido para abastecer el consumo doméstico y distribuido mediante redes de tuberías, ya sea obtenido a partir de carbón o de petróleo.[14]

## Utilización del gas de síntesis
Los nombres gas de síntesis o sintegás provienen de su posible aplicación como intermediario en la producción de gas natural sintético (GNS) y para la producción de amoníaco o metanol. El gas de síntesis se utiliza como fuente de hidrógeno y como combustible. También se utiliza para reducir directamente mineral de hierro a hierro esponja. El gas de síntesis también se utiliza como producto intermedio en la producción de petróleo sintético, para su uso como combustible o lubricante a través de la síntesis de Fischer-Tropsch, y previamente al proceso Mobil para convertir metanol en gasolina.
El gas de síntesis está compuesto principalmente de hidrógeno, monóxido de carbono. Posee menos de la mitad de densidad de energía que el gas natural. Se ha empleado y aún se usa como combustible o como producto intermedio para la producción de otros productos químicos.
Cuando este gas se utiliza como producto intermedio para la síntesis industrial de hidrógeno a gran escala (utilizado principalmente en la producción de amoniaco), también se produce a partir de gas natural (a través de la reacción de reformado con vapor de agua) como sigue.
{\displaystyle {\rm {CH_{4}\,+\,H_{2}O\rightleftharpoons CO\,+\,3\,H_{2}}}}
La reacción es una reacción de equilibrio y por lo tanto no todo el metano logra reformarse a hidrógeno.
Por otro lado, también se presenta la reacción secundaria de conversión (reacción de shift, en inglés), la cual ayuda a convertir parte del vapor en hidrógeno al reaccionar con el monóxido de carbono. Esta también es una reacción de equilibrio y tanto el CO como el CO2 se encuentran presentes en la mezcla resultante:
{\displaystyle {\rm {CO\,+\,H_{2}O\rightleftharpoons CO_{2}\,+\,H_{2}}}}
La primera reacción es endotérmica (consume calor para llevarse a cabo) y la segunda reacción es exotérmica (libera calor al ocurrir).
El hidrógeno debe separarse del CO2 para poder usarlo. Esto se realiza principalmente por adsorción por oscilación de presión (PSA), limpieza de las aminas producidas y el empleo de reactores de membrana. Se ha investigado una variedad de tecnologías alternativas, pero ninguna tiene valor comercial.  Algunas variaciones se centran en nuevas estequiometrías, como dióxido de carbono más metano o hidrogenación parcial de dióxido de carbono. Otras investigaciones se centran en nuevas fuentes de energía para impulsar los procesos, incluida la electrólisis, la energía solar, las microondas y los arcos eléctricos.
El gas de síntesis producido en las grandes instalaciones para la gasificación de residuos puede ser utilizado para generar electricidad.
Los procesos de gasificación de carbón se utilizaron durante muchos años para la fabricación de gas de alumbrado (gas de hulla) que alimentaba el alumbrado de gas de las ciudades y en cierta medida, la calefacción, antes de que la iluminación eléctrica y la infraestructura para el gas natural estuvieran disponibles.

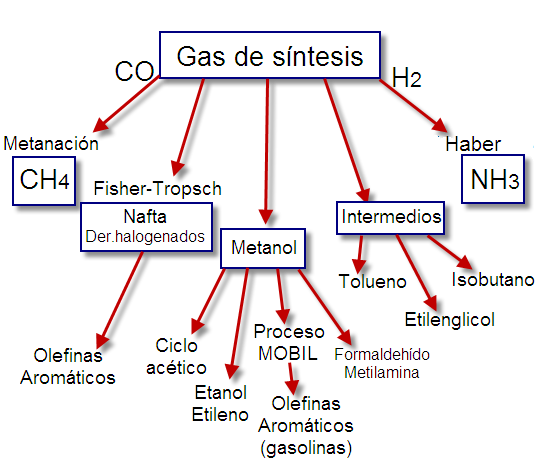
Aplicaciones del gas de síntesis.

## Tratamiento posterior del gas de síntesis
El gas de síntesis puede ser utilizado en el proceso Fischer-Tropsch para producir diésel, o convertirse en metano y en dimetiléter en procesos catalíticos.
Si el gas de síntesis es tratado posteriormente mediante procesos criogénicos para su licuación, debe tenerse en cuenta que esta tecnología tiene grandes dificultades en la recuperación del monóxido de carbono puro si están presentes volúmenes relativamente grandes de nitrógeno, debido a que el monóxido de carbono y el nitrógeno poseen puntos de ebullición muy similares que son -191,5 °C y -195,79 °C, respectivamente. Algunas tecnologías de procesado eliminan selectivamente el monóxido de carbono por complejación / descomplejación del monóxido de carbono con cloruro de aluminio cuproso (CuAlCl4), disuelto en un líquido orgánico como el tolueno. El monóxido de carbono purificado puede tener una pureza superior al 99%, lo que lo convierte en una buena materia prima para la industria química. El gas residual del sistema puede contener dióxido de carbono, nitrógeno, metano, etano e hidrógeno. Dicho gas residual puede ser procesado en un sistema de adsorción por oscilación de presión para eliminar el hidrógeno, y este hidrógeno puede ser recombinado en la proporción adecuada junto con monóxido de carbono para la producción catalítica de metanol, diésel por el proceso  Fischer-Tropsch, etc. La purificación criogénica (condensación fraccionada), que requiere mucha energía, no es muy adecuada para la fabricación de combustible, simplemente porque la ganancia de energía neta es muy reducida.